# ジェレミー・スタイグ
ジェレミー・スタイグ（Jeremy Steig、1942年9月23日 - 2016年4月13日）は、アメリカ合衆国のジャズ・フルート奏者である。

## 略歴
スタイグは、『ザ・ニューヨーカー』誌の漫画家であるウィリアム・スタイグと、レスリー・カレッジの美術学部長であるエリザベス（ミード）・スタイグでの息子としてマンハッタンに生まれた。スタイグはマーガレット・ミードとレオ・ロステンの母方の甥であり、メアリー・キャサリン・ベイトソンの従兄弟でもあった。
1970年のアルバム『レッグワーク』からの彼の曲「Howlin' For Judy」は、ビースティ・ボーイズの1994年のシングル「Sure Shot」でサンプリングされ、曲の主なインストゥルメンタル・パートを提供していた。
スタイグは、彼の父親によって作成されたキャラクターに基づいて、映画『シュレック フォーエバー』でフルートのみによって「パイドパイパー」の役割を演じた。
彼は妻のアサコと一緒に日本に暮らしていた。2016年4月13日、彼は横浜で癌によって亡くなった。

## ディスコグラフィ

### リーダー・アルバム
- 『フルート・フィーヴァー』 - Flute Fever (1963年、Columbia) ※旧邦題『ジェレミー・スタイグ・ファースト・アルバム』
- 『ジェレミー&ザ・サテュロス』 - Jeremy & The Satyrs (1968年、Reprise)
- 『ホワッツ・ニュー』 - What's New (1969年、Verve) ※ビル・エヴァンス・ウィズ・ジェレミー・スタイグ名義
- 『ジス・イズ・ジェレミー・スタイグ』 - This Is Jeremy Steig (1969年、Solid State)
- 『レッグワーク』 - Legwork (1970年、Solid State)
- 『さすらいびと』 - Wayfaring Stranger (1970年、Blue Note)
- 『エナージイ』 - Energy (1970年、Capitol) ※1980年に『ダウン・ストレッチ』として再発あり
- An Open Heart - Warriors Of The Rainbow (1971年、Akashic Records) ※Fantazzi名義
- 『モニウム』 - Monium (1974年、Columbia) ※with エディ・ゴメス
- Temple of Birth (1975年、Columbia) ※with リッチー・バイラーク、ジョニー・ウィンター
- 『リーヴィング』 - Leaving (1976年、Trio [Japan] Records) ※with リッチー・バイラーク
- 『アウトロウズ』 - Outlaws [live] (1976年、Enja) ※with エディ・ゴメス
- 『ファイアーフライ』 - Firefly (1977年、CTI)
- Lend Me Your Ears (1978年、Creative Music Productions/CMP) ※with エディ・ゴメス、ジョー・チェンバース
- 『ミュージック・フォー・フルート&ダブル・ベース』 - Music for Flute & Double-Bass (1979年、CMP) ※with エディ・ゴメス
- Rain Forest (1980年、CMP) ※with エディ・ゴメス
- 『ジグソー』 - Jigsaw (1992年、Triloka)
- 『ホワッツ・ニュー・アット・エフ』 - What's New at F (2002年、Tokuma [Japan] Records) ※with エディ・ゴメス・カルテット
- Jam (2003年、Steig-Gomez Records) ※with エディ・ゴメス
- Improvised (2004年、Moonbeams Records)
- Flute On The Edge (2005年、Steig Music Company)
- Pterodactyl (2007年、Steig Music Company)

### コンピレーション・アルバムほか
- Jazz Wave, Ltd. - On Tour (1969年、Blue Note) ※2LPセット。様々なアーティストによるライブ音源
- Portrait (1971年、United Artists) ※2LPコンピレーション。『This Is Jeremy Steig』『Legwork』『Wayfaring Stranger』より
- 『フュージョン』 - Fusion (1972年、Groove Merchant) ※2LPセット。『Energy』再発と、セカンド・アルバムから未発表7曲
- Mama Kuku (1973年、MPS/BASF Records) ※Association P.C. + Jeremy Steig名義
- 『フルート・サミット』 - Flute Summit - Jamming At Donaueschingen Music Festival (1974年、Atlantic) ※with ジェームズ・ムーディ、サヒブ・シハブ、クリス・ハインズ
- Howlin' For Judy (2008年、Blue Note's "Rare Grooves" series) ※『Legwork』『Wayfaring Stranger』からのコンピレーション

### 参加アルバム
ウォルター・ビショップ・ジュニア・トリオ
- 『イルミネイション』 - Illumination (1977年、Denon [Japan] Records)

トミー・ボーリン
- From The Archives - Vol. 1 (1996年、Rhino Records) a collection of "grade-A" previously unreleased "rock-jazz-fusion" material.
- From The Archives - Volume 2 (1998年、Zebra Records) another collection of previously unreleased material; even better than the first volume.

ハンク・クロフォード
- 『別れたくないのに』 -Hank Crawford's Back (1976年、Kudu)
- 『ティコ・リコ』 - Tico Rico (1977年、Kudu/CTI)

アート・ファーマー
- 『クロール・スペース』 - Crawl Space (1977年、CTI)

アービー・グリーン
- 『ザ・フォックス』 - The Fox (1976年、CTI)

マイク・マイニエリ
- 『エレクトリック・チューブ』 - Journey Thru an Electric Tube (1968年、Solid State)

アイドリス・ムハマッド
- 『ターン・ディス・ムッタ・アウト』 - Turn This Mutha Out (1977年、Kudu/CTI)
- 『ブギー・トゥ・ザ・トップ』 - Boogie To The Top (1978年、Kudu/CTI)

ラロ・シフリン
- 『タワーリング・トッカータ』 - Towering Toccata (1976年、CTI)

ピーター・ウォーカー
- Rainy Day Raga (1966年、Vanguard)

ジョニー・ウィンター
- 『スティル・アライヴ・アンド・ウェル』 - Still Alive and Well (1973年、Columbia)
- 『テキサス・ロックンロール』 - Saints & Sinners (1974年、Columbia) note: Jeremy plays on "Dirty", a previously unreleased instrumental track recorded for but left-off the original album release; it is included on the CD reissue.

ポール・ウィンター・セクステット
- Jazz Meets The Folk Song (1964年、Columbia)

Montreal
- A Summer's Night (1970年、Stormy Forest)